# Oudenaarde
Oudenaarde (Frans: Audenarde) is een stad in de Belgische provincie Oost-Vlaanderen. De stad ligt 30 km ten zuiden van Gent en telt ruim 32.000 inwoners, die Oudenaardenaren of Oudenaardisten worden genoemd. Eertijds was de stad in heel Europa bekend om haar wandtapijtenproductie, een nijverheid die haar bloeiperiode meemaakte in de zestiende eeuw, maar nog bleef voortduren tot in de achttiende eeuw. Vandaag wordt de stad weleens de parel van de Vlaamse Ardennen genoemd.

## Geschiedenis

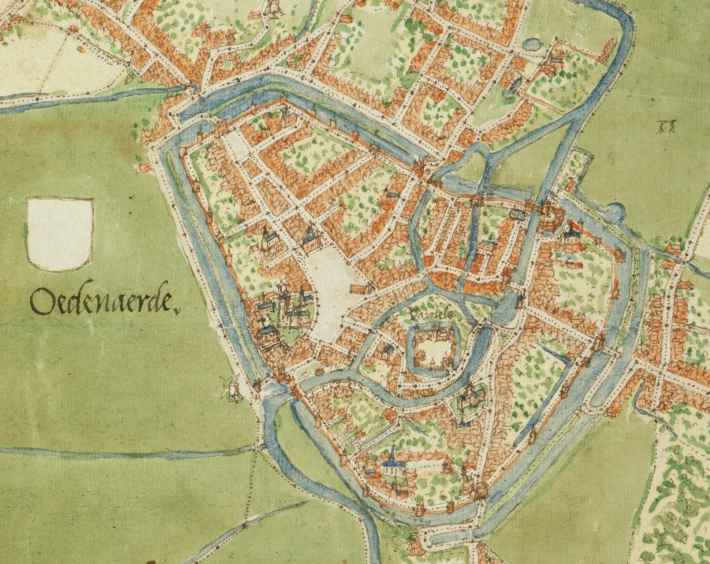
Oudenaarde op de Deventer-kaart (rond 1558)

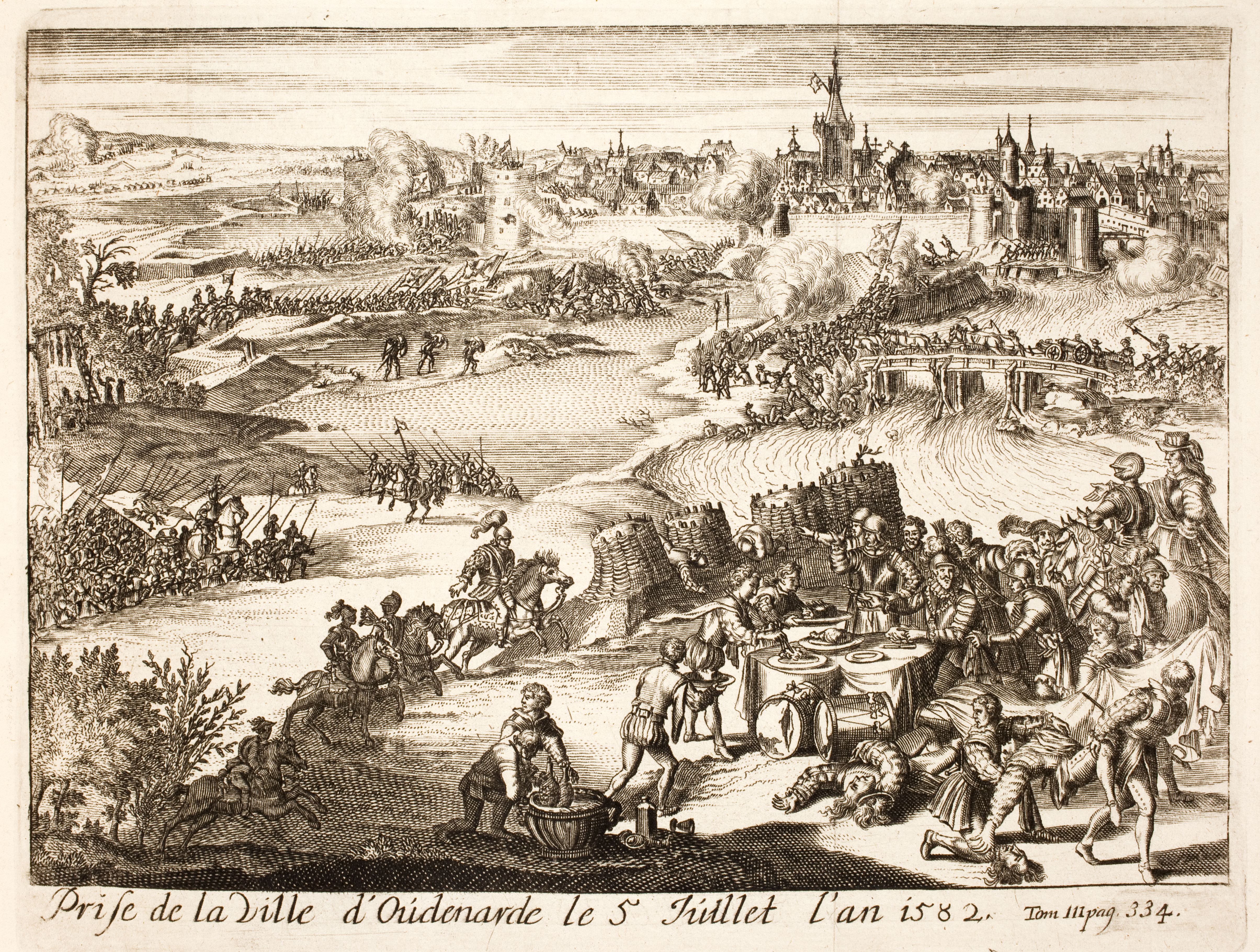
Verovering van Oudenaarde door Farnese, 6 juli 1582

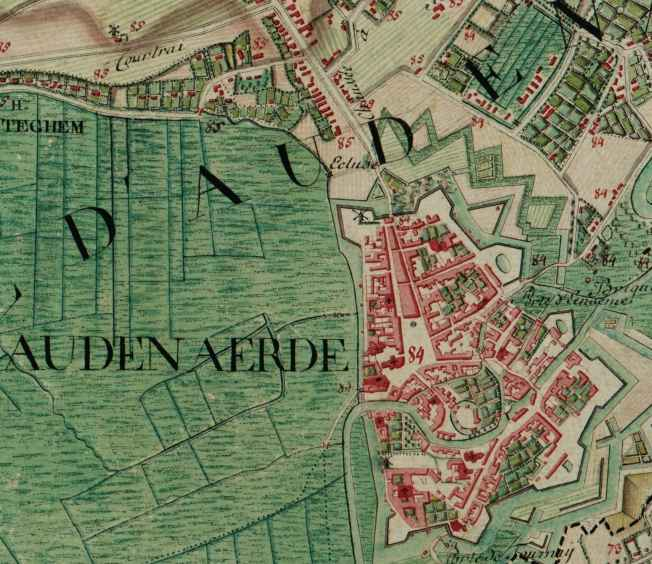
Oudenaarde op de Ferraris-kaart (rond 1775)

### Middeleeuwen
Oudenaarde is gesticht aan de linkeroever van de Schelde, die lange tijd de grens vormde tussen Frankrijk en het Heilige Roomse Rijk. In het jaar 1030 gelastte graaf Boudewijn IV van Vlaanderen er een burcht te bouwen. De toren van Oudenaarde (turris Aldenardensis) moest dienstdoen als tegenhanger van de vestiging die de Duitse keizer aan de overzijde van de rivier in Ename had laten bouwen. In de dertiende eeuw werd de donjon vervangen door een groter kasteel.
Graaf Filips van de Elzas gaf de stad in 1189 een stadskeure. Langzaamaan ontstonden twee stedelijke vestingen; Oudenaarde op de linker- en Pamele op de rechteroever van de Schelde. Pas in 1558 versmolten beide stadskernen. Oudenaarde verloor zijn versterkingen na de Slag bij Bouvines in 1214 en werd ingenomen door Gent in 1383.
De stad is ook de geschiedenis ingegaan als geboorteplaats van Margaretha van Parma. Keizer Karel V verwekte in Oudenaarde een kind bij weversdochter Johanna van der Gheynst. Hun kind zou van 1559 tot 1567 als landvoogdes over de Nederlanden regeren.

### Nieuwe tijden
In 1555 trad keizer Karel af als heer der Nederlanden. Hij werd opgevolgd door zijn zoon Filips II. Onder diens regime viel de Oudenaardse wandtapijtenindustrie nagenoeg stil. Dat was in die tijd de belangrijkste bron van inkomsten voor Oudenaarde en bijgevolg waren er in 1556 meer dan achtduizend werklozen in de stad. Met de komst van Alva emigreerden talloze stedelingen naar de Noordelijke Nederlanden. Die toestand duurde voort totdat Alexander Farnese de stad Oudenaarde op 6 juli 1582 innam. Inmiddels was de Oudenaardse bevolking echter gehalveerd.
In 1658 en in 1667 vielen de Fransen Oudenaarde binnen. Daarop werd in 1668 de vrede van Aken gesloten. De stad werd daarbij aan Frankrijk toegewezen. In het najaar van 1674 werd Oudenaarde drie dagen lang vanaf de Kerselareberg onder vuur genomen door het Franse leger. In het voorjaar van 1683 organiseerden de Fransen opnieuw terreurbombardementen op Oudenaarde. Drie vierde van de stad werd toen in puin gelegd en Oudenaarde zou jaren nodig hebben om deze klap te boven te komen.

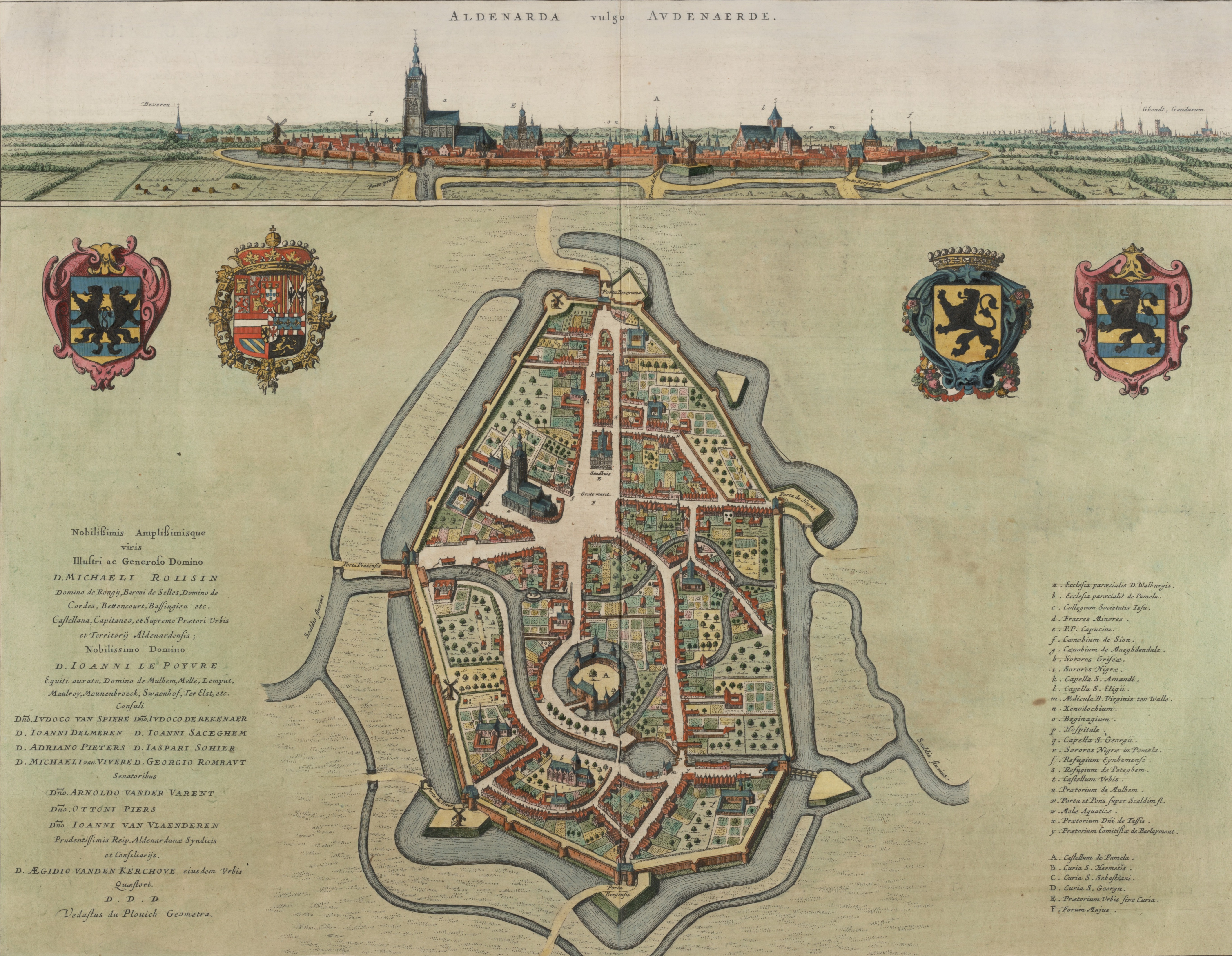
Oudenaarde in de eerste helft van de 17e eeuw (afbeelding uit Flandria Illustrata - 1641)

Op 11 juli 1708 waren Oudenaarde en omgeving het toneel van een belangrijke veldslag in de Spaanse Successieoorlog. Tijdens de slag bij Oudenaarde versloegen de Engelsen en de Nederlanders het Franse leger. De Engelsen stonden bij deze veldslag onder leiding van de hertog van Marlborough, die tevens de troepen van prins Eugenius van Savoye en maarschalk Hendrik van Nassau-Ouwerkerk aanvoerde. De Fransen werden geleid door Lodewijk, hertog van Bourgondië.
Op 11 mei 1745 vielen de Fransen Oudenaarde opnieuw binnen tijdens de slag bij Fontenoy. De Oostenrijkers, Engelsen en Nederlanders leden toen een nederlaag tegen de Fransen, die door Maurits van Saksen werden aangevoerd.

### Nieuwste tijden
In de Eerste Wereldoorlog werd tijdens de slag aan de Schelde van 1 november 1918 onder meer de Sint-Walburgakerk zwaar beschadigd. Daarnaast werden ook de kerken van Bevere, Eine en Heurne bij deze slag vernield. Nadat de geallieerden zich in november 1918 hadden gehergroepeerd werd Oudenaarde door de Duitsers aangevallen met gifgassen. Ze maakten daarbij veel burgerslachtoffers.

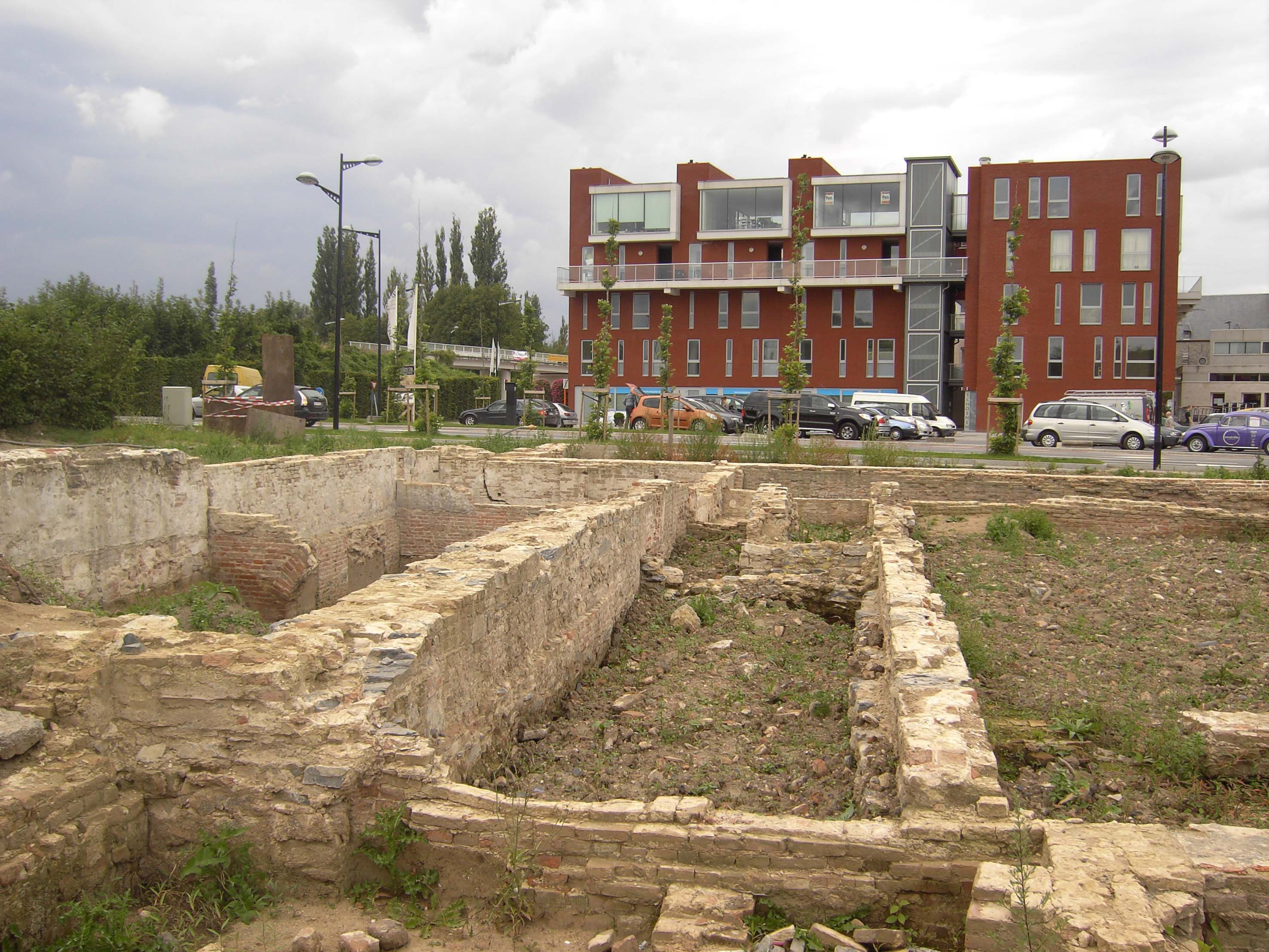
Opgravingen aan De Ham

Tijdens de Tweede Wereldoorlog werd Oudenaarde opnieuw beschoten. De beschadigingen waren toen beperkt. Niettemin duurde het tot het jaar 1949 voordat ook die schade volledig hersteld was.
Tot in de negentiende eeuw werd de stad door stadswallen omringd. In de twintigste eeuw werd de binnenstad opengebroken. Op het stadsplein werden enkele oude gevelhuisjes gesloopt. Daardoor ontstond de brede doorgang naar de markt. Pas in 2006 werd het „gat in de markt” opnieuw gedicht.
Vroeger kronkelde nog een zijtak van de Schelde door het centrum van de stad. In de jaren vijftig werd die echter goeddeels gedempt. Tot vandaag zijn er nog resten van te zien achter de stadsbibliotheek en in het stadspark.

## Wapenschild

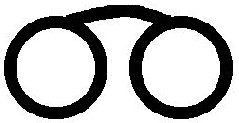
De Oudenaardse bril

Op het Oudenaardse wapenschild staat een afbeelding van een bril. Volgens een zestiende-eeuwse legende zou keizer Karel V hebben opgedragen om die bril er te zetten, omdat de stadswachter de keizer niet had zien aankomen. De stadswachter, die de geschiedenis zou ingaan als Hanske de Krijger, maar die volgens Charles De Coster Thyl Ulenspiegel was, zou toen in slaap zijn gevallen, omdat hij te veel had gedronken.

In werkelijkheid is het embleem in het wapenschild geen bril maar een gestileerde letter A van Audenaerde.

## Kernen
Naast de stad Oudenaarde zelf behoren ook de deelgemeenten; Bevere, Edelare, Eine, Ename, Heurne, Leupegem, Mater, Melden, Mullem, Nederename, Volkegem en Welden tot de fusiegemeente Oudenaarde. Verder is ook het landelijke gedeelte van de vroegere gemeente Ooike nu een onderdeel van de stad. De dorpskern van Ooike is weliswaar bij de gemeente Wortegem-Petegem gevoegd. Eine, Bevere, Ename, Nederename, Edelare, Leupegem en Volkegem werden al in de fusie van 1964 met Oudenaarde samengevoegd. Heurne, Mater, Melden en Welden volgden in 1971. Ten slotte werden in 1977 ook Mullem en een deel van Ooike met de stad gefuseerd.
|    | Naam       | Opp. (km²) | Inwoners (2020) | Inwoners per km² | NIS-code |
| -- | ---------- | ---------- | --------------- | ---------------- | -------- |
| 1  | Oudenaarde | 2,58       | 6.450           | 2.497            | 45035A0  |
| 2  | Nederename | 2,91       | 2.600           | 894              | 45035A1  |
| 3  | Ename      | 2,21       | 3.127           | 1.413            | 45035A2  |
| 4  | Volkegem   | 2,76       | 1.260           | 457              | 45035A3  |
| 5  | Edelare    | 1,88       | 1.200           | 640              | 45035A4  |
| 6  | Leupegem   | 2,84       | 2.003           | 706              | 45035A5  |
| 7  | Bevere     | 6,31       | 3.769           | 597              | 45035A6  |
| 8  | Eine       | 8,96       | 5.139           | 574              | 45035A7  |
| 9  | Heurne     | 3,84       | 850             | 221              | 45035B   |
| 10 | Welden     | 6,27       | 1.262           | 201              | 45035C   |
| 11 | Mater      | 13,54      | 2.228           | 165              | 45035D   |
| 12 | Melden     | 9,53       | 957             | 100              | 45035E   |
| 13 | Mullem     | 3,24       | 686             | 212              | 45035F   |

## Demografie

### Demografische evolutie voor de fusie
- Bron:NIS - Opm:1831 t/m 1961=volkstellingen op 31 decemberr

### Demografische ontwikkeling van de fusiegemeente
Alle historische gegevens hebben betrekking op de huidige gemeente, inclusief deelgemeenten, zoals ontstaan na de fusie van 1 januari 1977.
- Bronnen:NIS, Opm:1831 tot en met 1981=volkstellingen; 1990 en later= inwonertal op 1 januari

| Inwoners van jaar tot jaar op 1 januari 1992 tot heden | Inwoners van jaar tot jaar op 1 januari 1992 tot heden | Inwoners van jaar tot jaar op 1 januari 1992 tot heden |
| jaar                                                   | Aantal                                                 | Evolutie: 1992=index 100                               |
| ------------------------------------------------------ | ------------------------------------------------------ | ------------------------------------------------------ |
| 1992                                                   | 27.102                                                 | 100,0                                                  |
| 1993                                                   | 27.237                                                 | 100,5                                                  |
| 1994                                                   | 27.306                                                 | 100,8                                                  |
| 1995                                                   | 27.397                                                 | 101,1                                                  |
| 1996                                                   | 27.314                                                 | 100,8                                                  |
| 1997                                                   | 27.456                                                 | 101,3                                                  |
| 1998                                                   | 27.452                                                 | 101,3                                                  |
| 1999                                                   | 27.560                                                 | 101,7                                                  |
| 2000                                                   | 27.788                                                 | 102,5                                                  |
| 2001                                                   | 28.028                                                 | 103,4                                                  |
| 2002                                                   | 28.089                                                 | 103,6                                                  |
| 2003                                                   | 28.041                                                 | 103,5                                                  |
| 2004                                                   | 28.070                                                 | 103,6                                                  |
| 2005                                                   | 28.299                                                 | 104,4                                                  |
| 2006                                                   | 28.517                                                 | 105,2                                                  |
| 2007                                                   | 28.820                                                 | 106,3                                                  |
| 2008                                                   | 29.052                                                 | 107,2                                                  |
| 2009                                                   | 29.351                                                 | 108,3                                                  |
| 2010                                                   | 29.702                                                 | 109,6                                                  |
| 2011                                                   | 29.967                                                 | 110,6                                                  |
| 2012                                                   | 30.248                                                 | 111,6                                                  |
| 2013                                                   | 30.412                                                 | 112,2                                                  |
| 2014                                                   | 30.641                                                 | 113,1                                                  |
| 2015                                                   | 30.788                                                 | 113,6                                                  |
| 2016                                                   | 30.990                                                 | 114,3                                                  |
| 2017                                                   | 30.972                                                 | 114,3                                                  |
| 2018                                                   | 31.132                                                 | 114,9                                                  |
| 2019                                                   | 31.393                                                 | 115,8                                                  |
| 2020                                                   | 31.612                                                 | 116,6                                                  |
| 2021                                                   | 31.650                                                 | 116,8                                                  |
| 2022                                                   | 31.866                                                 | 117,6                                                  |
| 2023                                                   | 32.482                                                 | 119,9                                                  |
| 2024                                                   | 32.702                                                 | 120,7                                                  |
| 2025                                                   | 32.930                                                 | 121,5                                                  |

## Bezienswaardigheden

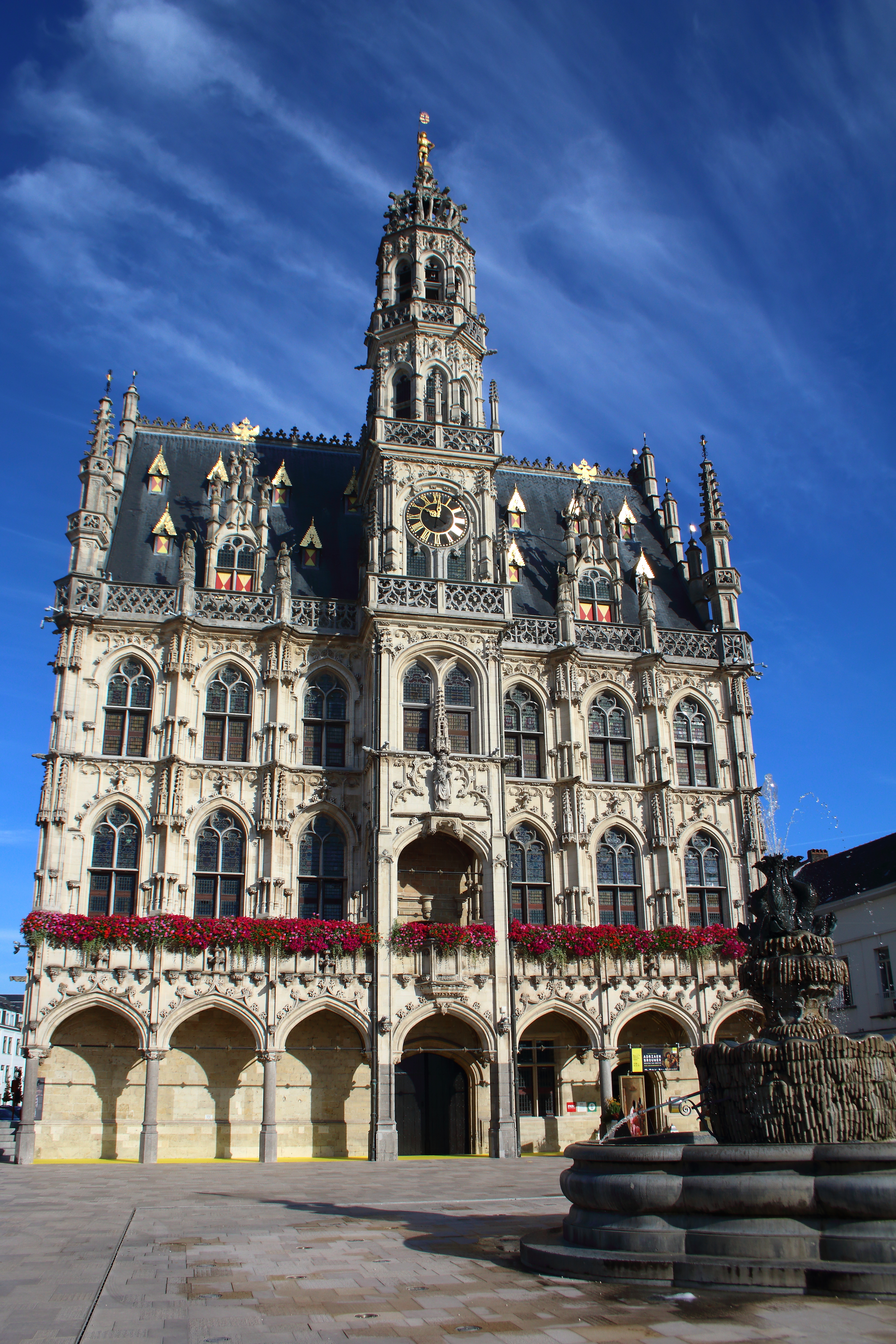
Stadhuis (1525-1536)

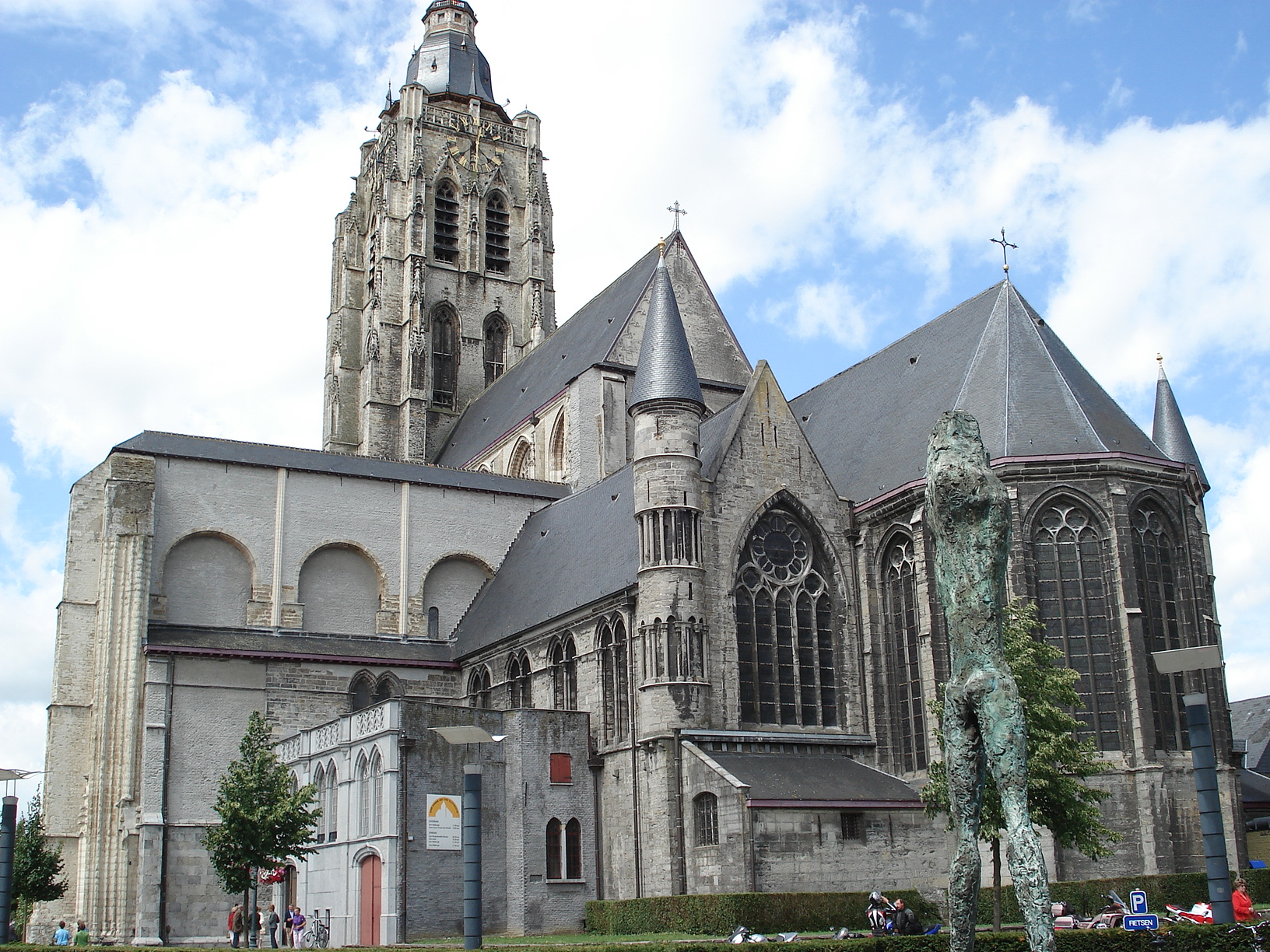
Sint-Walburgakerk (1150-1620)

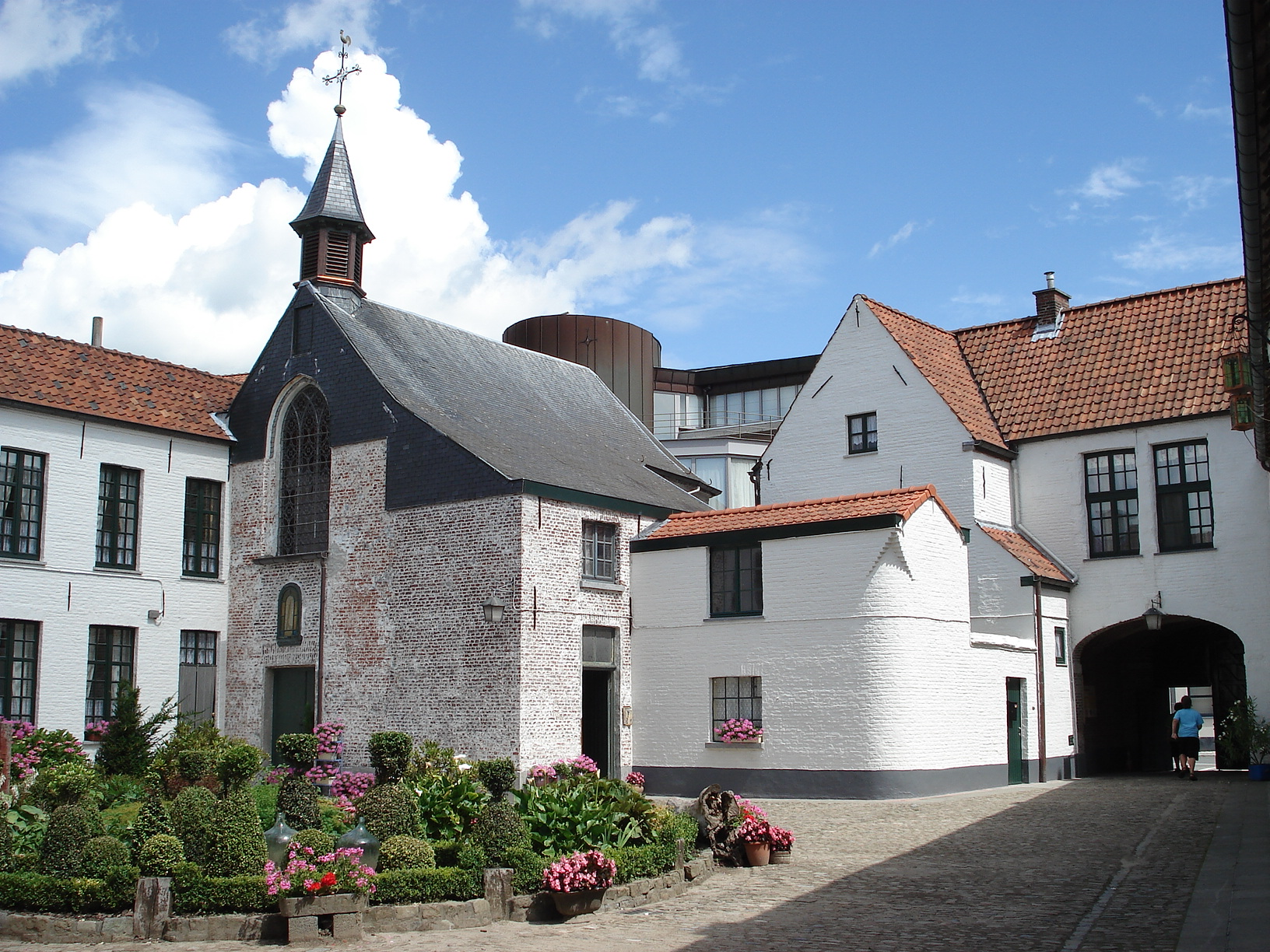
Begijnhof

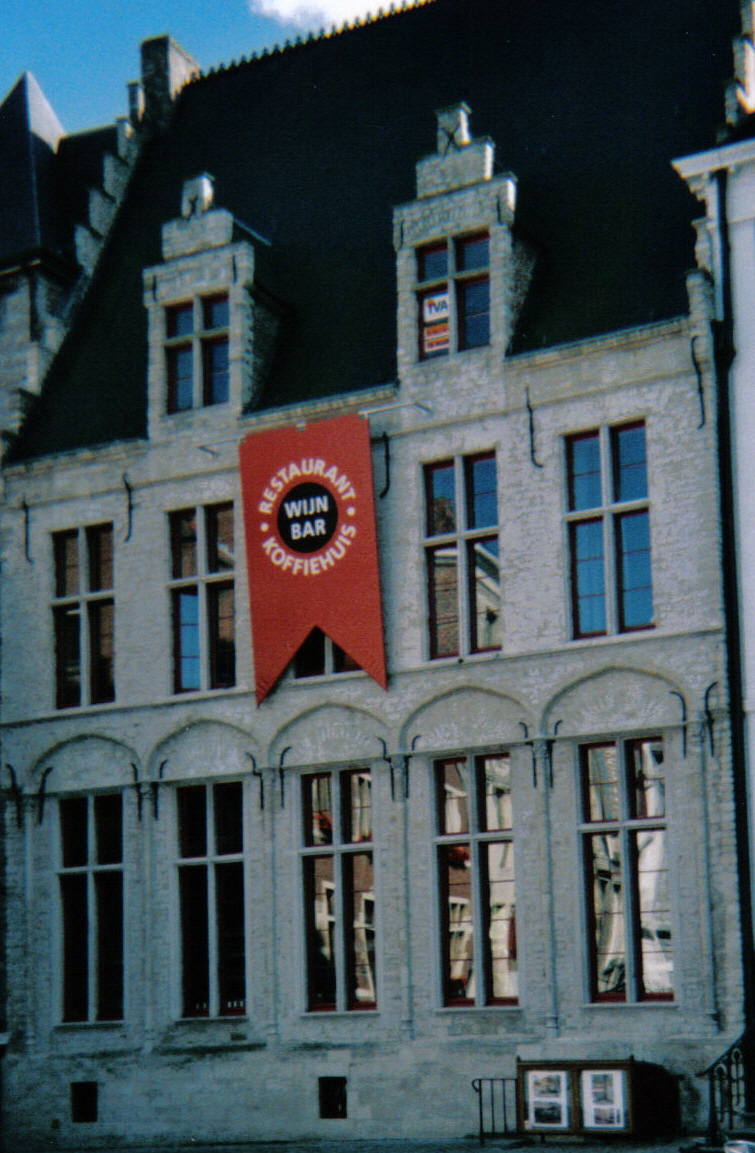
Boudewijnstoren en huis van Margaretha van Parma

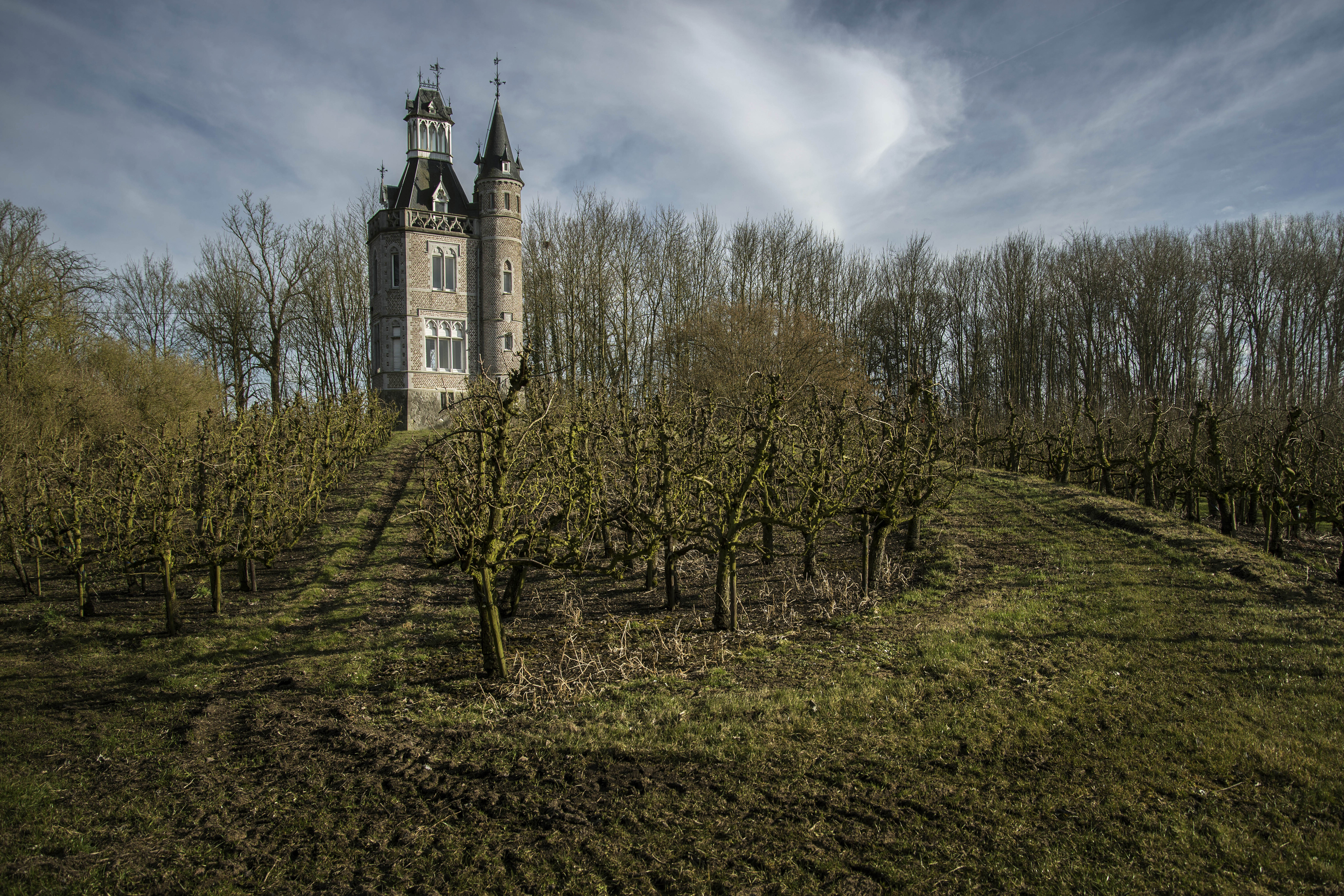
Het belvedère aan het Kezelfort op de Edelare.

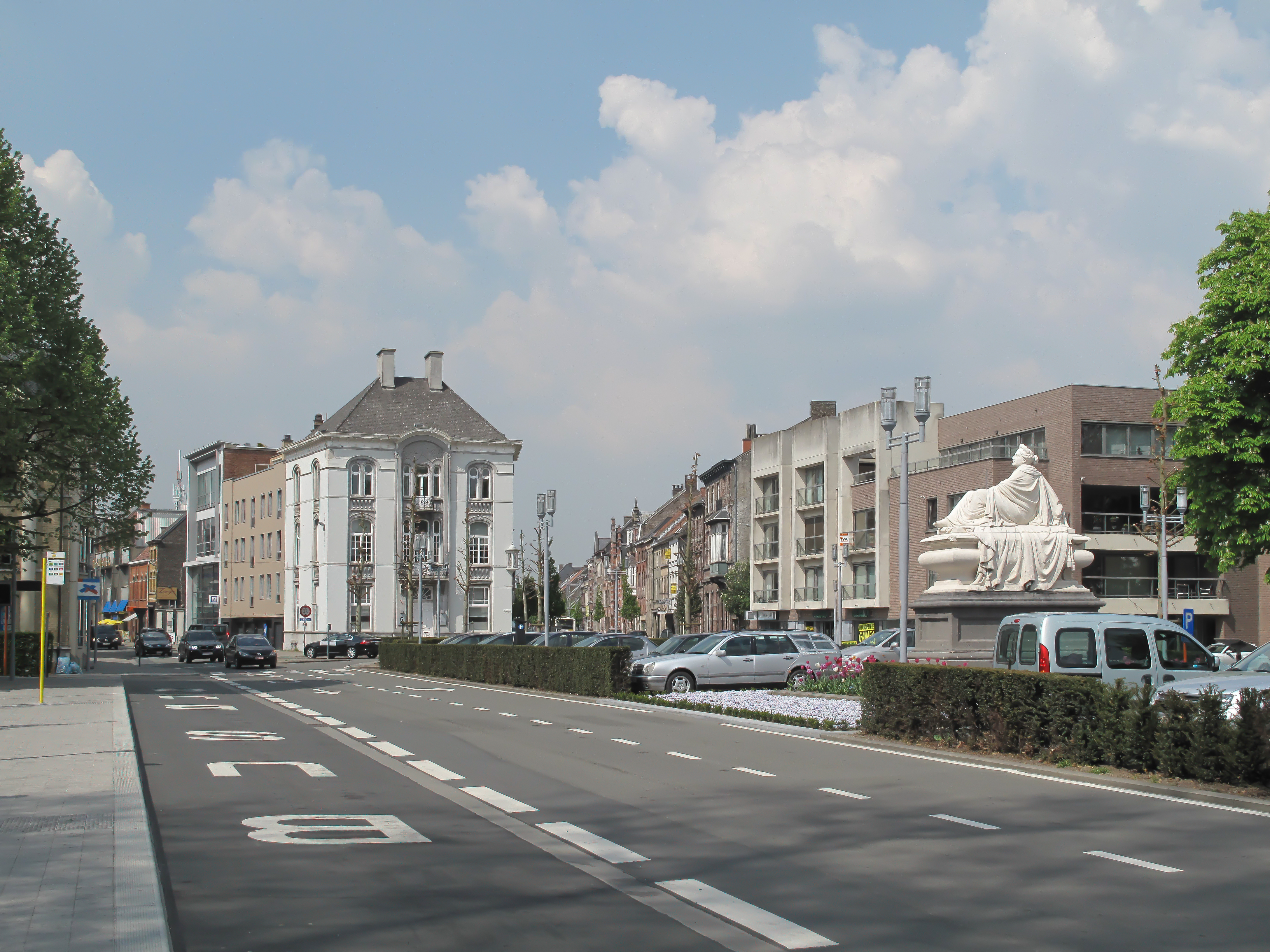
Straatzicht Tacambaroplein

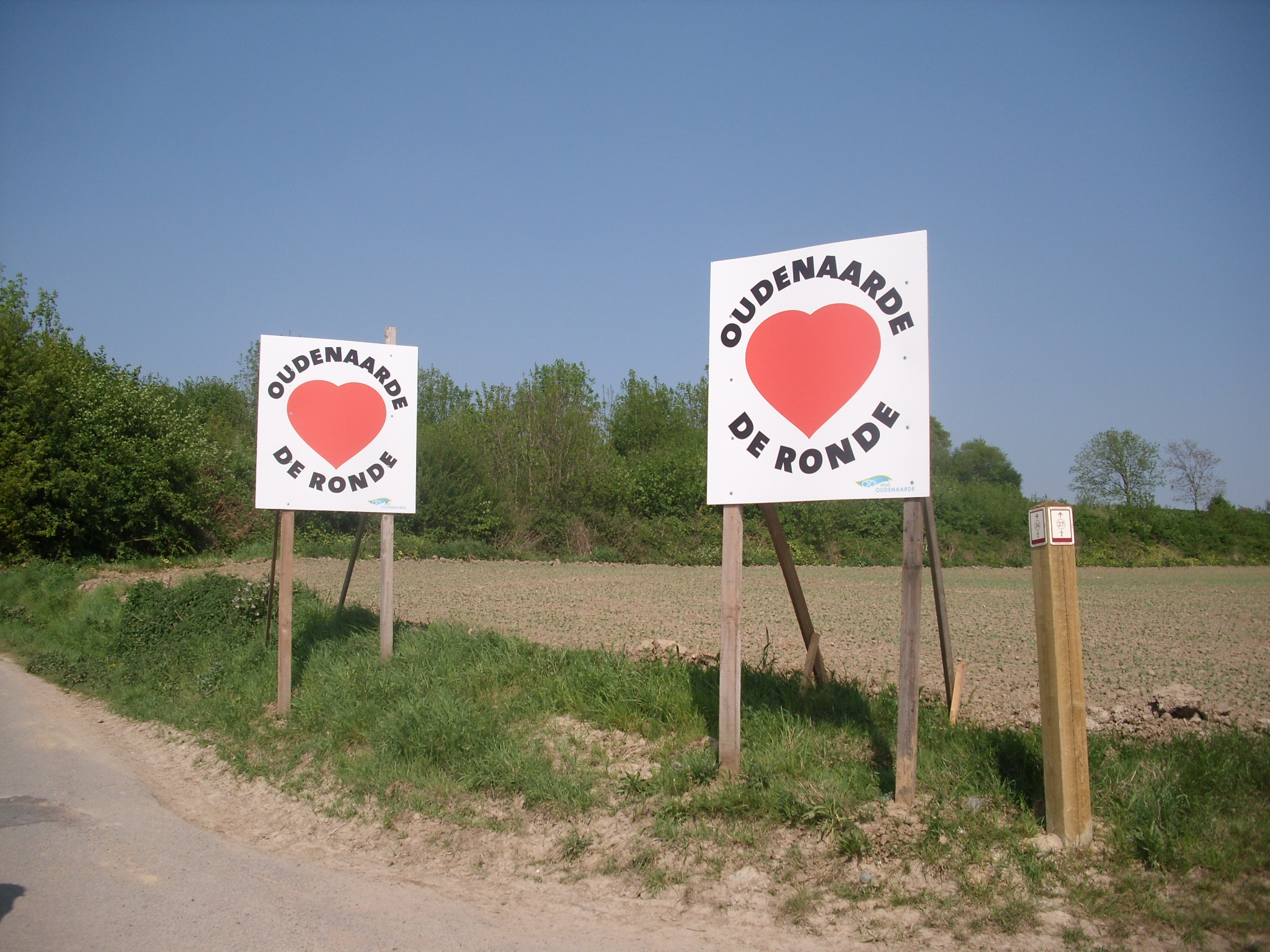
Promotie voor de Ronde van Vlaanderen.

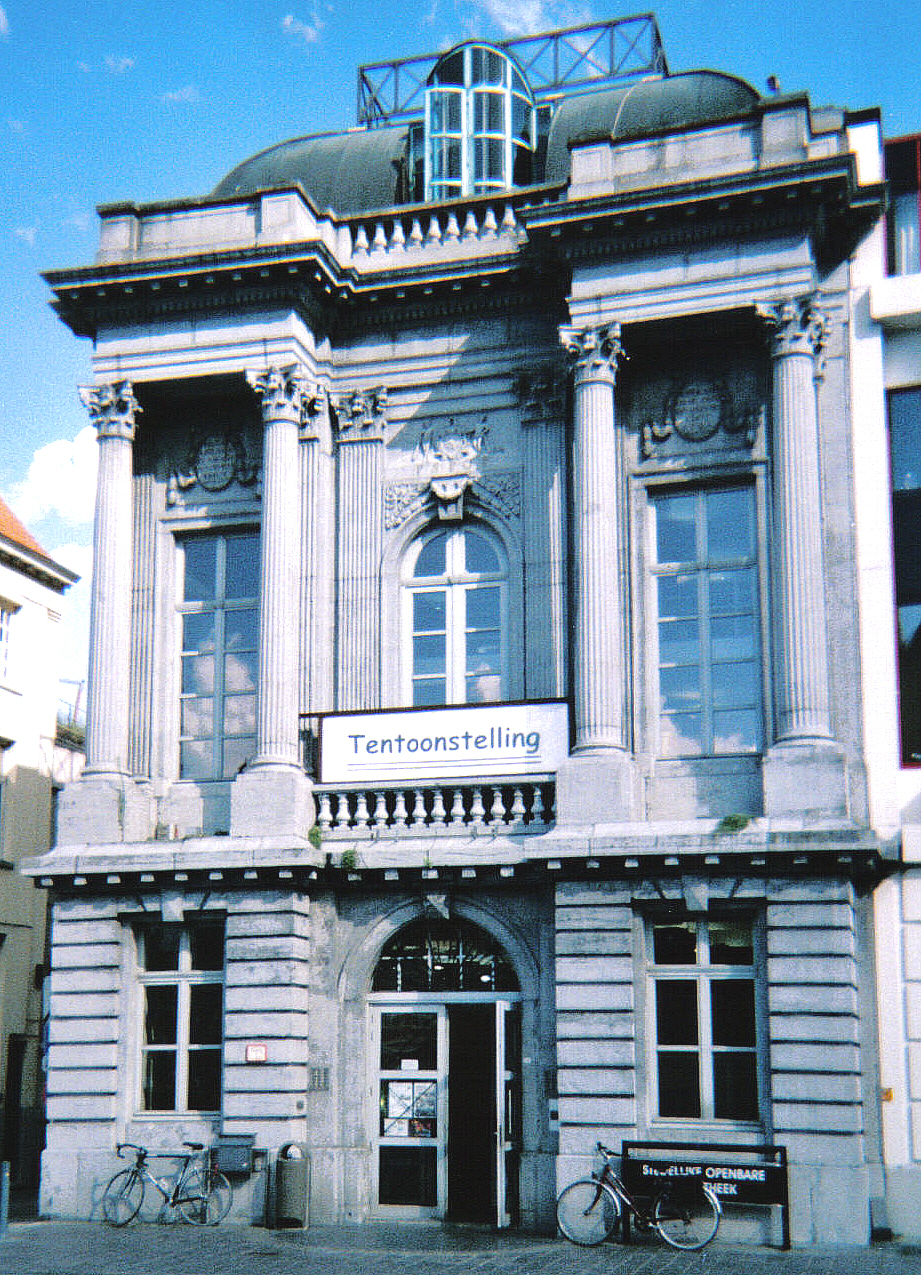
Vleeshuis, nu Stadsbibliotheek

Oudenaarde is in de eerste plaats befaamd om zijn stadhuis, dat bekendstaat als schoolvoorbeeld van Brabantse laatgotiek. Het stadhuis en de belendende lakenhal werden opgetrokken tussen 1525 en 1536 door de Brusselse bouwmeester Hendrik van Pede. Als bouwsteen diende Balegemse steen, maar bij recente restauratie zijn de sculpturen op de torens vervangen door replica’s in een Noord-Franse steen, die beter bestand zou zijn tegen luchtvervuiling door zure regen. Op de spits van het stadhuis staat een bronzen beeld van de plaatselijke volksheld Hanske de Krijger. Binnenin het gebouw is tegenwoordig een museum ondergebracht, waar wandtapijten en zilverwerk worden tentoongesteld.
De gotische Sint-Walburgakerk werd herbouwd rond het jaar 1150 nadat een eerdere kerk in 1126 deels verwoest werd bij een brand. Aan de oorspronkelijke kerk herinnert thans alleen nog het koor in Scheldegotiek, dat van de ramp gespaard bleef. Omstreeks 1620 bouwde meester Simon de Pape een barokke kapconstructie aan de gotische torenspits. De kooromgang werd uit Doornikse zandsteen vervaardigd, terwijl voor de recentere delen ook Balegemse steen werd gebruikt. De kerk is rijk aan beeldhouwwerken, schilderijen en verdures.
Tegenover de Sint-Walburgakerk ligt de stadsbibliotheek. Dit classicistische bouwwerk dateert uit de achttiende eeuw en wordt soms het „het Vleeshuis,” genoemd, omdat de Oudenaardse slagersgilde er eertijds haar onderkomen had. Het Vleeshuis werd gebouwd ter vervanging van een oudere overdekte vleesmarkt uit de veertiende eeuw.
Verderop aan de rechteroever van de Schelde staat de Onze-Lieve-Vrouwekerk van Pamele, die tussen 1234 en 1300 werd opgetrokken door Arnulf van Binche. Het bouwwerk geldt als typevoorbeeld van Scheldegotiek; exemplarisch zijn onder meer de nog zeer romaans aandoende vensters en kooromgang, terwijl de zuilengalerij boven het middenschip al duidelijk gotische kenmerken vertoont. Zeer kunstig zijn ook de hoektorentjes van deze dertiende-eeuwse kerk.
Verder telt de stad acht bruggen over de Schelde (inclusief twee spoorwegbruggen en een voor voetgangers en fietsers). De meest opmerkelijke daarvan is de Ohiobrug tussen Eine en Nederename. Ze werd gebouwd in opdracht van de Amerikaanse staat Ohio als compensatie voor de oorspronkelijke brug, die verwoest werd tijdens de Eerste Wereldoorlog. Aan weerszijden van het bouwsel staan twee gebeeldhouwde bizons. Daarnaast herinnert in de binnenstad ook een herdenkingszuil voor gevallen Amerikaanse infanteriesoldaten nog aan de Eerste Wereldoorlog. Het monument van Tacámbaro werd dan weer opgericht ter nagedachtenis aan Oudenaardse strijders die sneuvelden tijdens de Franse interventie in Mexico.
Andere bezienswaardigheden zijn onder meer de Boudewijnstoren en huis van Margaretha van Parma, het middeleeuwse begijnhof van Oudenaarde, de abdij van Maagdendale, het Bisschopskwartier, het Onze-Lieve-Vrouwhospitaal, het Huis de Lalaing, het neoclassicistische Kasteel Liedts, Villa Louisa en het spoorwegstation in belle-époquestijl.
In het gehucht Kerselare bevindt zich een bedevaartsoord met de Onze-Lieve-Vrouw van Kerselarekapel.

### Musea
- Het Centrum Ronde van Vlaanderen
- Mou Museum aan het stadhuis met wandtapijten en zilvercollectie
- De expositieruimte voor lokale kunstenaars in het oude spoorwegstation
- De Archeologische site Ename in Ename
- Het stadsarchief in de Abdij van Maagdendale
- Huis de Lalaing

### Archeologische site
In de deelgemeente Ename hebben archeologen de grondvesten ontdekt van een elfde-eeuwse burcht, een handelsnederzetting en een benedictijnenabdij. De Schelde was in de middeleeuwen de grens tussen Frankrijk en het Heilige Roomse Rijk en keizer Otto III had te Ename een vestiging aangelegd als bastion tegen het Franse Rijk. In 1504 werd de vestiging vernietigd en bij Vlaanderen ingelijfd. Op de oude stad Ename werd toen een klooster gebouwd. Ook bij de restauratie van de nabijgelegen Sint-Laurentiuskerk zijn reeds opzienbarende vondsten gedaan, zoals een persoonlijke loge van de Duitse keizer.

### Werelderfgoed
In Oudenaarde zijn er meer dan honderd beschermde monumenten. Een daarvan staat op de werelderfgoedlijst van de UNESCO, namelijk het stadhuis als een van de belforten in België en Frankrijk. Het Begijnhof is niet in de lijst opgenomen als een van de Vlaamse begijnhoven.

### Beiaard
De allereerste klokkentoren met een handbespeelbare beiaard (uit 1510) bevond zich in het stadhuis van Oudenaarde. De huidige beiaard bevindt zich in de toren van de Sint-Walburgakerk.

### Bedevaartsoord
In de Oudenaardse deelgemeente Edelare ligt het bedevaartsoord Kerselare ter ere van Onze-Lieve-Vrouw. Van oudsher beheert de parochie Pamele dit bedevaartsoord. Sinds 1953 wordt er jaarlijks op Hemelvaartsdag een autowijding gehouden en is er een kermis waar gedroogde wijting en de plaatselijke snoep (lekkies) worden verkocht.

### Natuurgebieden
Oudenaarde telt vijf natuurgebieden die beheerd worden door Natuurpunt.
- Het bos t'Ename is de grootste van de vier. Het ligt op grondgebied van de deelgemeentes Ename, Mater en Volkegem. Je vindt er twee bewegwijzerde wandelpaden. het Mariette Tielemanspad (5,5 km) en het Aardgas Natuurpad (6,2 km).
- Op de grens van de Oudenaardse deelgemeentes Heurne met Eine vinden we de Heurnemeersen. Dit gebied is goed te overzien van langs het jaagpad. Ook lopen er enkele wandelpaden langs de binnenkant van enkele meanders.
- Op de grens met Wortegem-Petegem vinden we de Langemeersen terug. Dit gebied is enkel toegankelijk met gids, maar het kan wel overschouwd worden van op de dijk langsheen de Schelde, het fietspad langs de industriezone De Coupure en van op de Meersstraat in Petegem-aan-de-Schelde.
- De Rooigemsebeekvallei strekt zich uit langs de vallei van de Rooigem(se)beek op het grondgebied van de Oudenaardse deelgemeente Mullem. Door het gebied heen loopt de bewegwijzerde wandelroute 'Rooigemsebeek' (5,5 of 12,3 km). Ze start op het dorpsplein van Mullem.
- Het Volkegembos in Volkegem
- De Maarkebeekvallei ligt ook deels in Oudenaarde.

Verder liggen in Oudenaarde ook nog:
- Het Koppenbergbos (beheerd door het Agentschap voor Natuur en Bos).
- De Reytmeersen (beheerd door het Agentschap voor Natuur en Bos).

## Cultuur

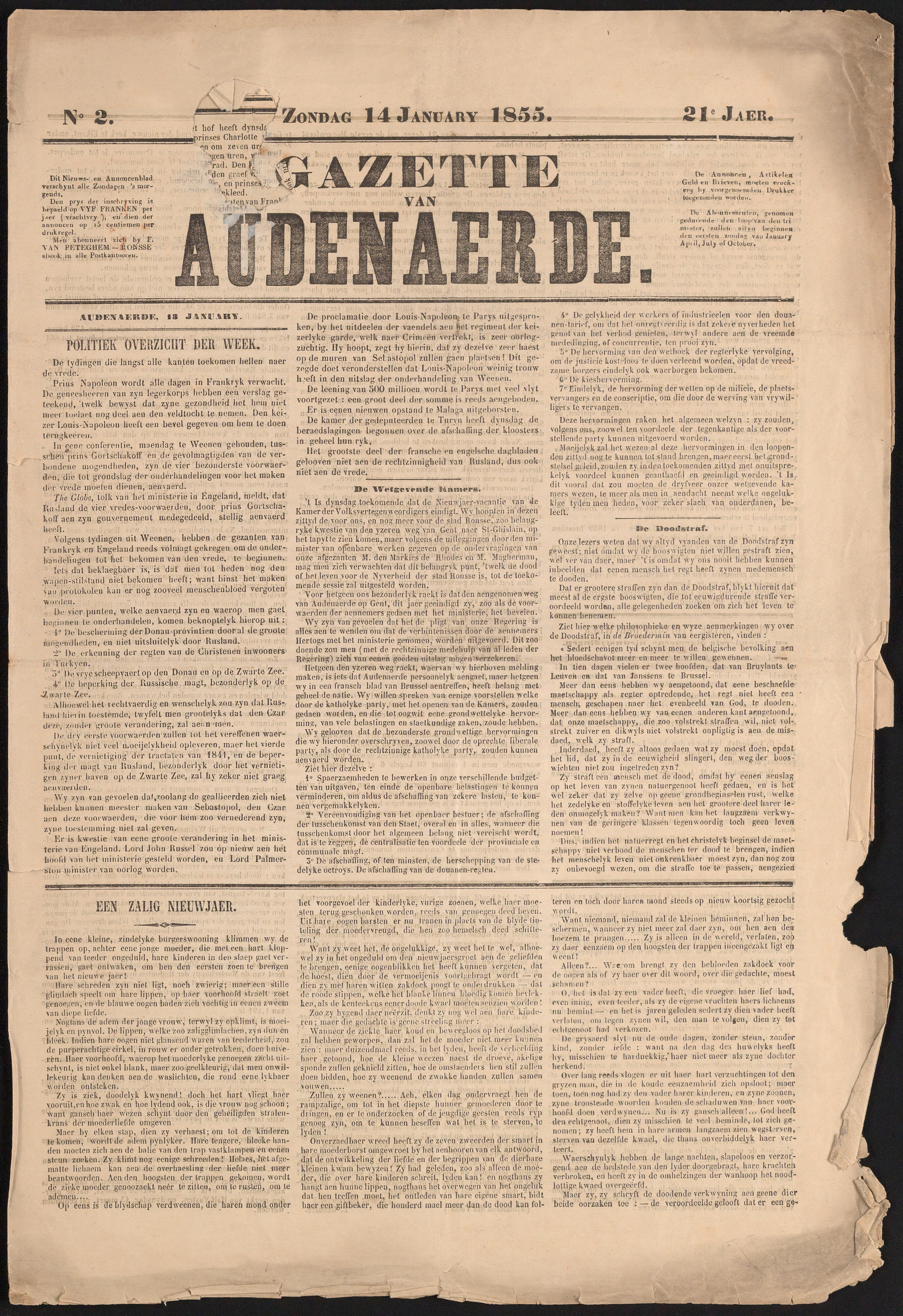
Fragment uit de Gazet van Oudenaarde uit het jaar 1855. Bewaard in de Universiteitsbibliotheek Gent.

### Bier
Oudenaarde is bekend om zijn bruine bieren. Plaatselijke bieren en/of brouwerijen zijn onder meer Cnudde, Ename, Felix, Liefmans en Roman. Hoewel de meeste Oudenaardse brouwerijen tegenwoordig door grotere concerns zijn overgenomen, wordt het bier nog steeds in Oudenaarde gebrouwen.

### Evenementen
- Adriaen Brouwerbierfeesten (laatste weekeinde van juni)
- De Aloud vermaarde koddige Fietel in Eine (4e zondag van september)
- Feeste t’Ename (10 augustus)
- Provinciale Fokveedag (laatste vrijdag van februari)
- Sint-Amelbergafeest in Mater (10 juli)
- Valiezekoers in Mullem (15 augustus)

### Krant
Oudenaarde had vroeger haar eigen krant, namelijk de Gazette van Audenaerde. Ze werd gepubliceerd in Oudenaarde zelf, door Van Peteghem-Ronsse.

## Sport
Atletiek
Oudenaarde beschikt over een atletiekpiste. De atletiekpiste is gelegen in het Burgemeester Thienpontstadion en is 400 m lang.
Oudenaarde beschikt ook over een eigen atletiekclub, KASV Oudenaarde.
Badminton
Badmintonnen in Oudenaarde kan in het sportcentrum Recrean. De badmintonclub van Oudenaarde is VLA-bad.
Baseball
Base- & softballclub The Frogs beoefetn zijn sport op het baseballveld aan de Rodelos.
Basketbal
De basketbalvereniging in Oudenaarde is BBC Haantjes Oudenaarde.
Duiken
De duikvereniging in Oudenaarde is Atlantic Diving Club Oudenaarde (afgekort ADC)
Golf
Golf & Country Club Oudenaarde beschikt onder andere over twee 18-holes golfbanen en vier oefenholes.
Rugby
Rugbyclub Rhinos Rugby Oudenaarde promoveerde in het seizoen van 2018-2019 naar eerste nationale.
Skaten
De stad beschikt over een skatepark dat in 2023 volledig vernieuwd en uitgebreid werd. Hiervoor werd een bedrag van 450.000 euro vrijgemaakt.
Tafeltennis
De Oudenaardse tafeltennisploeg is TTC Meteor en wordt uitgeoefend in sportcentrum Recrean.
Triatlon
De Triatlon van Vlaanderen vindt jaarlijks plaats in Oudenaarde.
Veldrijden
De Koppenbergcross vindt jaarlijks plaats in Melden.
Voetbal
Voetbalclub KSV Oudenaarde speelt in de nationale reeksen.
Daarnaast telt Oudenaarde ook nog kleinere voetbalclubs die in lagere reeksen spelen: Sparta Bevere, KWIK Eine, Racing Mater en VV Volkegem.
Wakeboarden en waterski
The Outsider Cablepark is een recreatiecentrum in Oudenaarde dat wakeboarden, kneeboarden en waterski aanbiedt.
Wielrennen
De Ronde van Vlaanderen komt sinds 2012 elk jaar in Oudenaarde aan, maar ook andere wielerklassiekers rijden door de stad. Dit omdat in de omgeving veel bekende hellingen en kasseistroken liggen. Denk maar aan de Holleweg, Kerkgate, Jagerij, Ruiterstraat, Katteberg, Wolvenberg, ...
Oudenaarde heeft een museum dat gewijd is aan de Ronde van Vlaanderen en aan de wielersport in het algemeen (Centrum Ronde van Vlaanderen).
Onder meer de beroemde Koppenberg ligt in de Oudenaardse deelgemeente Melden.
Zwemmen
Sportoase Zwem.com is het stedelijk zwembad van Oudenaarde. Ozeka is de Oudenaardse zwemclub.

## Verkeer

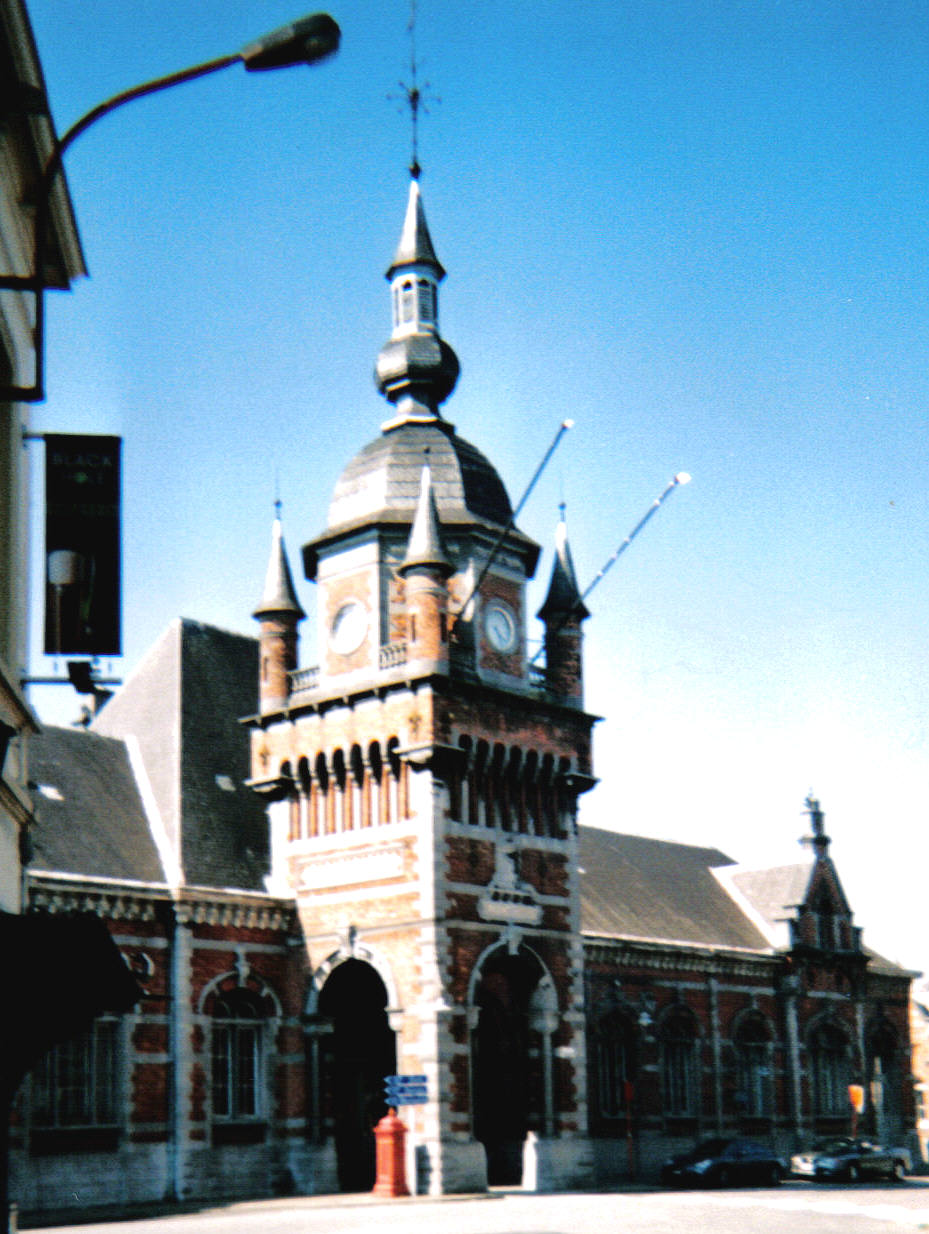
Voormalig spoorwegstation

Oudenaarde ligt op het kruispunt van de N8 tussen Kortrijk en Brussel en de N60 tussen Gent en Ronse. De stad beschikt over twee spoorwegstations. Het hoofdstation ligt op grondgebied van de deelgemeente Bevere en daarnaast is er nog een kleiner station in de deelgemeente Eine. Bovendien ligt Oudenaarde aan de Schelde, die de stad verbindt met de havens van Antwerpen, Gent en Terneuzen.

## Economie
Op Oudenaards grondgebied bevinden zich enkele industrieterreinen, waar verschillende internationale bedrijven gevestigd zijn. Die zijn van groot belang voor de werkgelegenheid in de regio. Daarnaast telt Oudenaarde ook enkele honderden midden- en kleinbedrijven. De stad is van oudsher bekend om haar textielnijverheid, zoals de textielfabriek Saffre Frères. Die industrie houdt stand tot vandaag.
Tegenwoordig is ook toerisme een belangrijke bron van inkomsten voor Oudenaarde. De stad verlaat zichzelf daarbij graag op haar rijk cultureel erfgoed en haar landelijke omgeving in de Vlaamse Ardennen. Oudenaarde beroemt zich erop de tweede cultuurstad van de provincie te zijn. Na Gent beschikt Oudenaarde immers over de meeste historische gebouwen in Oost-Vlaanderen.

## Politiek

### Structuur
De stad Oudenaarde ligt in het kieskanton Oudenaarde in het provinciedistrict Oudenaarde, het kiesarrondissement Aalst-Oudenaarde en de kieskring Oost-Vlaanderen.
| Oudenaarde       | Oudenaarde       | Supranationaal         | Nationaal                         | Nationaal                 | Gemeenschap               | Gewest                    | Provincie                 | Arrondissement   | Provinciedistrict | Kanton          | Gemeente        |
| ---------------- | ---------------- | ---------------------- | --------------------------------- | ------------------------- | ------------------------- | ------------------------- | ------------------------- | ---------------- | ----------------- | --------------- | --------------- |
| Administratief   | Niveau           | Europese Unie          | België                            | België                    | Vlaanderen                | Vlaanderen                | Oost-Vlaanderen           | Oudenaarde       | Oudenaarde        | Oudenaarde      | Oudenaarde      |
| Administratief   | Bestuur          | Europese Commissie     | Belgische regering                | Belgische regering        | Vlaamse regering          | Vlaamse regering          | Deputatie                 | Deputatie        | Deputatie         | Deputatie       | Gemeentebestuur |
| Administratief   | Raad             | Europees Parlement     | Kamer van volksvertegenwoordigers | Vlaams Parlement          | Vlaams Parlement          | Vlaams Parlement          | Provincieraad             | Provincieraad    | Provincieraad     | Provincieraad   | Gemeenteraad    |
| Kiesomschrijving | Kiesomschrijving | Nederlands Kiescollege | Kieskring Oost-Vlaanderen         | Kieskring Oost-Vlaanderen | Kieskring Oost-Vlaanderen | Kieskring Oost-Vlaanderen | Kieskring Oost-Vlaanderen | Aalst-Oudenaarde | Oudenaarde        | Oudenaarde      | Oudenaarde      |
| Verkiezing       | Verkiezing       | Europese               | Federale                          | Federale                  | Vlaamse                   | Vlaamse                   | Provincieraads-           | Provincieraads-  | Provincieraads-   | Provincieraads- | Gemeenteraads-  |

| Burgemeester           | Partij    | Termijn      |
| ---------------------- | --------- | ------------ |
| Edouard Liefmans       | Liberaal  | 1831 - 1844  |
| Henri Liefmans         | Liberaal  | 1844 - 1851  |
| Victor Liefmans        | Liberaal  | 1851 - 1877  |
| Auguste Devos          | Katholiek | 1877 - 1880  |
| Paul Raepsaet          | Katholiek | 1890 - 1918  |
| Robert Doutreligne     | Katholiek | 1918 - 1921  |
| Léon Thienpont         | Katholiek | 1921 - 1951  |
| Maurice Santens        | CVP       | 1951 - 1968  |
| Joseph Thienpont       | CVP       | 1968 - 1983  |
| Jan Verroken           | CVP       | 1983 - 1988  |
| Lieven Santens         | CVP       | 1989 - 2000  |
| Marnic De Meulemeester | Open VLD  | 2001 - 2024  |
| John Adam              | Open VLD  | 2024 - heden |

Zuid-Oost-Vlaanderen is een streek waar de Open VLD traditioneel een grote aanhang heeft. Ook in Oudenaarde levert die partij tegenwoordig de burgemeester. Op dit ogenblik sinds het jaar 2000 is dat Marnic De Meulemeester. Toch was de CVP er voor het jaar 2000 lange tijd de grootste partij. Zo haalde de partij er bij de gemeenteraadsverkiezingen van 1976 nog 41,7 procent van de stemmen. De liberale PVV haalde bij die verkiezingen 37,4 procent. Zoals op veel plaatsen in Vlaanderen daalde het stemmenaantal van de christendemocraten geleidelijk aan, maar pas in 2000 toen de liberalen ook elders in Vlaanderen een grote doorbraak meemaakten, werd de VLD de grootste partij van Oudenaarde. Bij die verkiezingen haalde de VLD 37,4 procent, terwijl de CVP toen zakte naar 27 procent. Bij de gemeenteraadsverkiezingen van 2006 bleef de VLD de grootste partij met 36,5 procent van de stemmen. Hoewel de christendemocraten elders in Vlaanderen bij die verkiezing veel vooruitgang boekten, zakte het stemmenaantal van de CD&V in Oudenaarde verder weg naar 25 procent. De socialistische partij doet het in Oudenaarde doorgaans minder goed. Bij de verkiezingen van 1976 scoorde de SP er slechts 16,5 procent van de stemmen. Onder de naam Samen steeg het stemmenaantal van de socialisten naar 24,5 procent bij de verkiezingen van 2000, maar in 2006 zakte de partij terug naar 20 procent. De partij Vlaams Blok haalde in 2000 nog 5,7 procent van de stemmen, terwijl haar opvolger Vlaams Belang naar 8,8 procent opklom in 2006. Het stemmenaantal van de Vlaamse groenen steeg van 5,4 procent in 2000 naar 7,6 procent in 2006.

### Resultaten gemeenteraadsverkiezingen sinds 1976
| Partij of kartel     | Partij of kartel                                  | 10-10-1976 | 10-10-1976 | 10-10-1982 | 10-10-1982 | 9-10-1988 | 9-10-1988 | 9-10-1994 | 9-10-1994 | 8-10-2000 | 8-10-2000 | 8-10-2006 | 8-10-2006 | 14-10-2012 | 14-10-2012 | 14-10-2018 | 14-10-2018 | 13-10-2024 | 13-10-2024 |
| Stemmen / Zetels     | Stemmen / Zetels                                  | %          | 29         | %          | 29         | %         | 29        | %         | 29        | %         | 29        | %         | 29        | %          | 31         | %          | 31         | %          | 31         |
| -------------------- | ------------------------------------------------- | ---------- | ---------- | ---------- | ---------- | --------- | --------- | --------- | --------- | --------- | --------- | --------- | --------- | ---------- | ---------- | ---------- | ---------- | ---------- | ---------- |
|                      | PVV1/ VLD2/ Open Vld3                             | 32,881     | 10         | 36,421     | 11         | 31,081    | 10        | 29,392    | 8         | 37,422    | 12        | 36,532    | 12        | 39,983     | 14         | 34,83      | 13         | 24,23      | 8          |
|                      | 4XOK1/ OK2/ SamenC                                | -          |            | -          |            | 14,871    | 4         | 11,032    | 4         | 24,45C    | 8         | 19,98C    | 6         | -          |            | -          |            | -          |            |
|                      | SP1/ SamenC/ sp.a2/ Iedereen 9700!D               | 16,711     | 5          | 18,331     | 5          | 17,561    | 5         | 21,221    | 7         | 24,45C    | 8         | 19,98C    | 6         | 9,962      | 2          | 7,62       | 2          | 29,3D      | 10         |
|                      | CVP1/ CVP-VUA/ CD&V-N-VAB/ CD&V2/ Iedereen 9700!D | 41,671     | 13         | 36,841     | 12         | 33,711    | 10        | 33,82A    | 10        | 27,02A    | 8         | 25,01B    | 8         | 23,112     | 8          | 19,72      | 6          | 29,3D      | 10         |
|                      | VU1/ CVP-VUA/ CD&V-N-VAB/ N-VA2                   | 6,321      | 1          | -          |            | -         |           | 33,82A    | 10        | 27,02A    | 8         | 25,01B    | 8         | 13,062     | 4          | 11,62      | 3          | 16,52      | 5          |
|                      | Agalev1/ Groen2/ Meer dan Groen3                  | -          |            | -          |            | 2,791     | 0         | 3,471     | 0         | 5,431     | 0         | 7,632     | 1         | 10,372     | 3          | 19,52      | 6          | 20,43      | 6          |
|                      | Vlaams Blok1/ Vlaams Belang2                      | -          |            | -          |            | -         |           | -         |           | 5,681     | 1         | 8,842     | 2         | 3,522      | 0          | 6,82       | 1          | 9,62       | 2          |
|                      | DA                                                | -          |            | 8,42       | 1          | -         |           | -         |           | -         |           | -         |           | -          |            | -          |            | -          |            |
|                      | Anderen(*)                                        | 2,42       | 0          | -          |            | -         |           | 1,08      | 0         | -         |           | 2,02      | 0         | -          |            | -          |            | -          |            |
| Totaal stemmen       | Totaal stemmen                                    | 19817      | 19817      | 20023      | 20023      | 20182     | 20182     | 20215     | 20215     | 20870     | 20870     | 21781     | 21781     | 22395      | 22395      | 23076      | 23076      | 16094      | 16094      |
| Opkomst %            | Opkomst %                                         |            |            |            |            | 96,13     | 96,13     | 94,38     | 94,38     | 94,38     | 94,38     | 95,71     | 95,71     | 93,62      | 93,62      | 94,6       | 94,6       | 64,4       | 64,4       |
| Blanco en ongeldig % | Blanco en ongeldig %                              | 2,06       | 2,06       | 3,39       | 3,39       | 3,85      | 3,85      | 4,64      | 4,64      | 3,75      | 3,75      | 3,84      | 3,84      | 3,81       | 3,81       | 3,8        | 3,8        | 1,5        | 1,5        |

De zetels van de gevormde coalitie staan vetjes afgedrukt. De grootste partij is in kleur.
(*) 1976: SA (2,42%) / 1994: AOV (0,62%), PVDA (0,46%) / 2006: Waarom Ik Niet (1,59%), VIVANT (0,43%)

## Diensten

### Ziekenhuis
In de stad bevindt zich het ziekenhuis AZ Oudenaarde.

### Gerecht
Oudenaarde is de hoofdplaats van een gerechtelijk arrondissement Oudenaarde en heeft een eigen gerechtsgebouw en gevangenis. De huidige procureur van het parket van Oudenaarde is Geert Merchiers.

## Streektaal
Het Oudenaards is een Oost-Vlaams dialect. In de buurt van Oudenaarde loopt een isoglosse tussen de „zuiver” Oost-Vlaamse dialecten en de overgangsdialecten tussen Oost- en West-Vlaams. Het hoeft dan ook weinig betoog dat Oudenaards dichter bij het West-Vlaams staat dan bijvoorbeeld het Gents. Zoals in de meeste Oost-Vlaamse dialecten is ook de invloed van het Frans bijzonder groot.
Typerend voor het Oudenaards zijn onder meer de verkleinwoorden op -ie, zoals in bientjie (beentje), kiekie (kip) of petie (vent). De dialectsprekers gebruiken de uitgang -ie ook als augmentatief of 'vergrootwoord' (zoals Brabanders 'de Jan' en West-Vlamingen 'Berten' gebruiken): Dierkie, Geertie, Wiemie, Jotie. Zo is de voornaam in de artiestennaam van de Oudenaardse dichter Jotie T’Hooft in wezen zo'n 'vergrootwoord'. De Brakelse auteur Isidoor Teirlinck (1851-1934) tekende veel van de Oudenaardse dialectwoordenschat op in zijn Zuid-Oostvlaandersch Idioticon (1908-1924).

## Stedenbanden
- Arras, Frankrijk
- Bergen op Zoom, Nederland
- Buzau, Roemenië
- Castel Madama, Italië
- Coburg, Duitsland
- Hastings, Verenigd Koninkrijk

## Bekende ereburgers
- Robert Herberigs (1966)
- Jotie T'Hooft (1977)
- Ernest Van den Driessche (1978)
- Brigitta Callens (1998)
- Frank De Bleeckere (2001)
- Brunhilde Verhenne (2001)
- Luc Van Nevel (2004)

## Familienaam
Er zijn verschillende familienamen die verwijzen naar de stad Oudenaarde. Hieronder staan ze gerangschikt naar het aantal dragers ervan in België in het jaar 1998
| familienaam        | Aantal naamdragers | naam komt meeste voor in                                                                    |
| ------------------ | ------------------ | ------------------------------------------------------------------------------------------- |
| Van Audenaerde     | 291                | provincie Oost-Vlaanderen, vooral rond Gent                                                 |
| Audenaerde         | 163                | in en rond de steden Gent en Antwerpen                                                      |
| Vanaudenaerde      | 140                | provincie West-Vlaanderen, vooral rond Brugge                                               |
| Van Den Audenaerde | 61                 | in en rond de stad Antwerpen                                                                |
| Vandenaudenaerde   | 1                  | in de stad Brussel                                                                          |
| TOTAAL             | 656                | in de provincies West- en Oost-Vlaanderen, en geconcentreerd rond Brugge, Gent en Antwerpen |

## Trivia
- Bijnamen van de Oudenaardenaren zijn: buuneklakkers, bonenknagers, brillendragers.[10]

## Nabijgelegen kernen
Petegem-aan-de-Schelde, Leupegem, Edelare, Bevere, Eine